# 지니아레
지니아레(프랑스어: Ziniaré)는 부르키나파소 중부에 위치한 도시로 플라토상트랄 주의 주도이자 우브리텡가 현의 현도이며 인구는 22,220명(2012년 기준)이다.